# Joachim Erbslöh

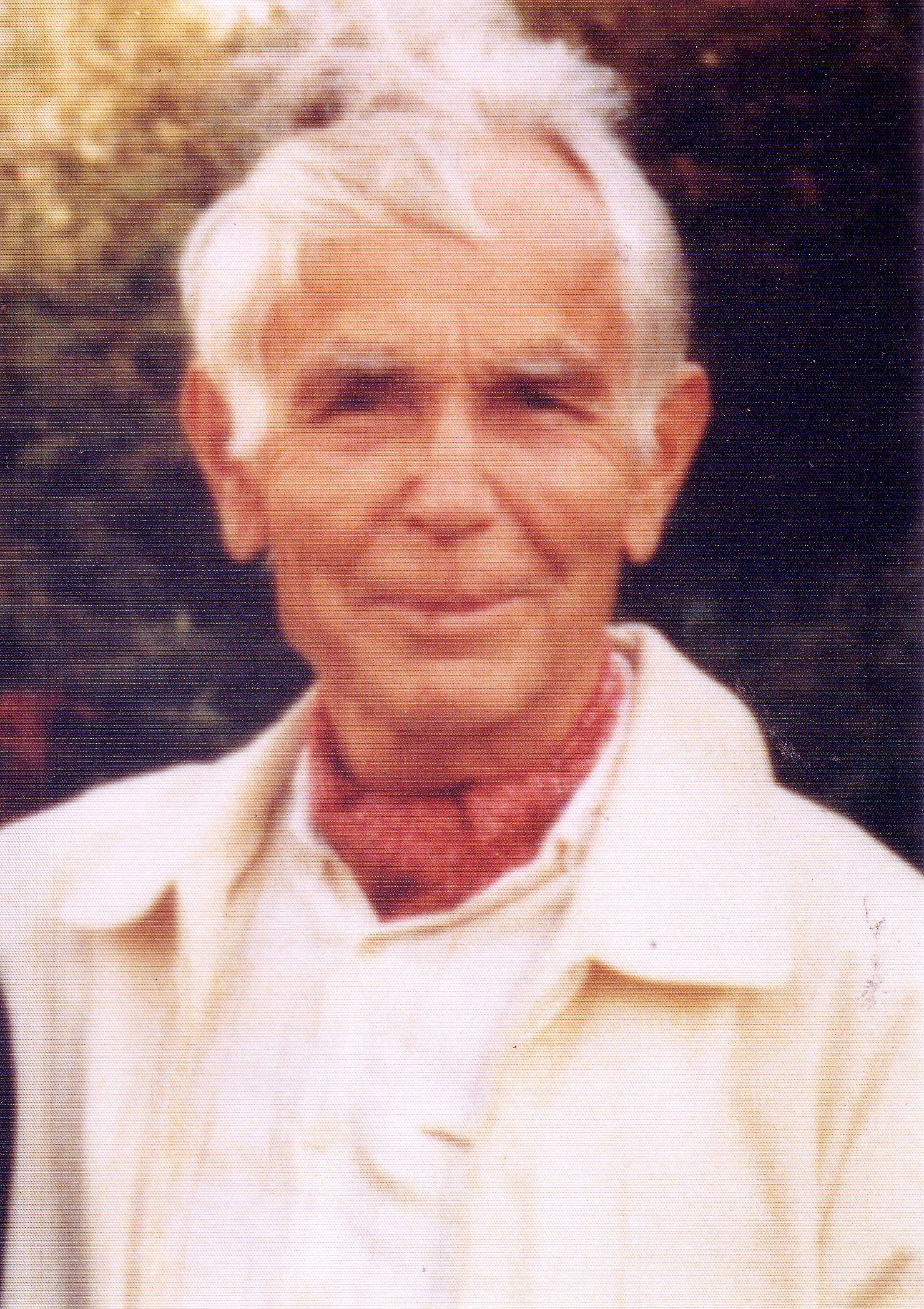
Joachim Erbslöh (1985)

Joachim Erbslöh (* 28. September 1909 in Barmen; † 13. Juni 2006 in Bad Oldesloe) war ein deutscher Mediziner.

## Leben
Nachdem Joachim Erbslöh 1928 das Abitur in Barmen abgelegt hatte, studierte er Medizin in Kiel, Rostock, Innsbruck und Bonn. 1939 wurde er mit dem Aufbau der Städtischen Frauenklinik in Bromberg/Westpreußen betraut und erhielt dadurch die seltene Gelegenheit, mit 30 Jahren und als einer der jüngsten Chefärzte in Deutschland sehr frühzeitig umfangreiche selbständige Erfahrungen auf seinem Fachgebiet zu sammeln. 1944 habilitierte er sich an der Medizinischen Akademie in Danzig, an der er eine Dozentur erhielt. Nach seiner Kriegsgefangenschaft wurde er 1947 Leitender Arzt der gynäkologischen Abteilung, der Krebsberatungsstelle und der cytologischen Untersuchungsstelle am Kreiskrankenhaus in Bad Oldesloe.
Seit 1959 hatte er einen Lehrauftrag für gynäkologische geburtshilfliche Röntgendiagnostik an der Universität Kiel.
Erbslöh war erster Vorsitzender des wissenschaftlichen Beirates des Internationalen Seminars für ärztliche Fortbildung und wurde 1964 Mitglied des Internationalen Chirurgen College mit Sitz in Chicago. 1973 erhielt er den „Prix Madeleine Rousseau“ für seine Verdienste auf dem Gebiet der Farbenpsychologie. Hier hatte er über die Methoden, Patienten auch farbenpsychologisch zu beurteilen, mehrere wissenschaftliche Abhandlungen veröffentlicht.
1981 erhielt er das „Großkreuz der italienischen Akademie für ökonomische und soziale Entwicklung“. Noch 85-jährig wurde er in die New Yorker Academy of Science, der Wissenschaftler aus 150 Staaten, darunter 40 Nobelpreisträger, angehören, aufgenommen. Gleichfalls wurde dem Gynäkologen die Ehrenmitgliedschaft in der Internationalen Vereinigung zum Schutz des Lebens angetragen. Erbslöh hinterließ mehr als 100 wissenschaftliche Abhandlungen und Aufsätze.

## Werke
- Über psychische und nervöse Störungen bei perniciöser Anaemie. Bonn 1934
- Über die röntgenologischen Darstellungsmöglichkeiten des weiblichen Genitalapparates mit Hilfe von Jodöl und Jodsol. Thieme, Stuttgart 1951
- Die Frau als Mutter, Ein frauenärztlicher Ratgeber für Schwangerschaft, Entbindung und Wochenbett. Enke, Stuttgart 1953 (2. Auflage 1959, 3. Auflage 1966)
- Gynäkologische Röntgendiagnostik (zusammen mit Günther Schultze). 2. Auflage, Enke, Stuttgart 1954
- Über die Erkennungsmöglichkeiten der Dyspareunie im Farbentest. Schattauer, Stuttgart 1955
- Diagnóstico radiológico ginecología (zusammen mit Günther Schultze). Ed. Alhambra, Madrid 1958
- Farbenpsychologie, Farbentherapie und Farberziehung. Nordmark, Uetersen 1964
- Der Rheumatismus in der Frauenheilkunde und Geburtshilfe. Steinkopff, Darmstadt 1966